# Adrián Biniez
Adrián Biniez (Buenos Aires, 28 de agosto de 1974), apodado como Garza, es un director de cine, actor, guionista y cantante de rock argentino radicado en Uruguay.
Adrián Biniez comenzó su carrera artística en Argentina, como cantante y compositor de la banda de rock independiente de zona sur Tío Röman donde grabó un demo de 4 temas en estudio y 3 en vivo en el Parakultural, que luego de su disolución forma parte de Reverb en la década de los noventa. La banda grabó dos discos. Su primer contacto con el mundo cinematográfico le llegó en Uruguay en el año 2004, interpretando un pequeño papel como cantante de karaoke en la película Whisky, de Juan Pablo Rebella y Pablo Stoll. Desde entonces reside en Montevideo. La película fue todo un éxito en Latinoamérica y España, recibiendo multitud de premios y también fue exhibida en cines alemanes.
Esto llevó a Biniez a interesarse más por el cine, comenzando en 2005 a escribir guiones para la serie de televisión Los Informantes. Ese mismo año participó en el Talent Campus de la Universidad de Buenos Aires. De octubre a noviembre de 2005 formó parte del III Curso de Proyectos Cinematográficos Latinoamericanos en Madrid. En 2006 dirigió su primer cortometraje, titulado 8 horas.
Estrenará en el año 2009 su primer largometraje como director, Gigante, que compitió como invitada a la Berlinale de ese año. Finalmente la película sorprendió logrando el Gran Premio del Jurado. Junto con ese Oso de Plata, Biniez también recibió el premio al mejor debut y junto a Andrzej Wajda por El Junco, el Premio Alfred Bauer. La película fue estrenada en Alemania en octubre de 2009. En 2011 recibiría por esta misma película el Condor de Plata, uno de los máximos premios al cine en Argentina, como Mejor Película Iberoamericana.
En 2014 estrena su segundo largometraje como director, titulado El 5 de talleres. Al igual que en la anterior película, el guion es obra suya.

## Filmografía
- El 5 de Talleres (2014) como guionista y director
- Una noche sin luna (2014) como actor
- Ella y todo lo otro (2011) (cortometraje) como actor
- Gigante (2009) como guionista y director
- Total disponibilidad (2008) (cortometraje) como guionista y director
- Los Informantes (2006) (TV) como guionista y actor ocasional
- 8 horas (2006) (cortometraje) como guionista y director
- Whisky (2004) como actor

## Premios

### Cóndor de Plata
| Año  | Categoría                     | Película | Resultado |
| ---- | ----------------------------- | -------- | --------- |
| 2011 | Mejor Película Iberoamericana | Gigante  | Ganador   |

### Osos de Plata
| Año  | Categoría              | Película | Resultado |
| ---- | ---------------------- | -------- | --------- |
| 2009 | Gran Premio del Jurado | Gigante  | Ganador   |
| 2009 | Premio Alfred Bauer    | Gigante  | Ganador   |
| 2009 | Premio al Mejor Debut  | Gigante  | Ganador   |

### Festival Internacional de Cine de Cartagena de Indias
| Año  | Categoría      | Película | Resultado |
| ---- | -------------- | -------- | --------- |
| 2010 | Mejor Película | Gigante  | Ganador   |
| 2010 | Mejor Director | Gigante  | Ganador   |
| 2010 | Mejor Guion    | Gigante  | Ganador   |

### Festival Internacional de Cine de Bombay
| Año  | Categoría      | Película | Resultado |
| ---- | -------------- | -------- | --------- |
| 2009 | Mejor Director | Gigante  | Ganador   |

### Festival Internacional de Cine de San Sebastián
| Año  | Categoría         | Película | Resultado |
| ---- | ----------------- | -------- | --------- |
| 2009 | Premio Horizontes | Gigante  | Ganador   |

### Festival Internacional de Cine de Chicago
| Año  | Categoría | Película | Resultado |
| ---- | --------- | -------- | --------- |
| 2009 | Gold Hugo | Gigante  | Ganador   |

### Festival de Cine de Lima
| Año  | Categoría         | Película | Resultado |
| ---- | ----------------- | -------- | --------- |
| 2009 | Premio del Jurado | Gigante  | Ganador   |

### Festival Internacional del Nuevo Cine Latinoamericano de La Habana
| Año  | Categoría                        | Película | Resultado |
| ---- | -------------------------------- | -------- | --------- |
| 2009 | Gran Premio Coral-Segundo Premio | Gigante  | Ganador   |

### Festival de Cine de Gramado
| Año  | Categoría            | Película | Resultado |
| ---- | -------------------- | -------- | --------- |
| 2009 | Mejor Guion          | Gigante  | Ganador   |
| 2009 | Premio de la Crítica | Gigante  | Ganador   |

### Buenos Aires Festival Internacional de Cine Independiente
| Año  | Categoría          | Película | Resultado |
| ---- | ------------------ | -------- | --------- |
| 2008 | Mejor Cortometraje | 8 horas  | Ganador   |

### Festival Cinematográfico Internacional de Uruguay
| Año  | Categoría                        | Película | Resultado |
| ---- | -------------------------------- | -------- | --------- |
| 2006 | Primer Premio-Mejor Cortometraje | 8 horas  | Ganador   |